# 間接成本
在企業運營領域，間接成本是指企業在经营中除去工人人力成本、原材料成本外所持续投入的费用。与原材料和工人人力成本等成本不同，公司很難將间接费用算在某個具體的生產部門頭上，而且間接成本也不算入企業的产品成本當中。 但是間接成本对企業运营仍然至关重要，因为企业如果要盈利仍然離不開間接成本。 例如诸如工厂租金、值班室保安工资，工厂電費等支出都是屬於間接成本。